# Provinz Orellana
Die Provinz Orellana (span. Provincia de Orellana) ist eine Provinz der Republik Ecuador. Sie liegt im Osten des ecuadorianischen Anteils am Amazonasbecken und hat auf einer Fläche von rund 21.700 km² etwa 180.000 Einwohner. Die Hauptstadt ist Puerto Francisco de Orellana, auch bekannt als El Coca, nach dem Fluss Coca, an dem sie liegt.

## Geschichte
Die Provinz Orellana eine der jüngsten Provinzen Ecuadors. Sie wurde 1998 eingerichtet bzw. aus der Provinz Napo, deren östlicher Teil sie zuvor war, ausgegliedert. Der Name der Provinz stammt von Konquistador und Entdecker Francisco de Orellana, der auf der Gonzalo-Pizarro-Expedition (1540) auf der Suche nach El Dorado als erster den Amazonas (vom Coca und Napo her) bis zur Mündung befuhr.
Entwicklung der Einwohnerzahl der Provinz Orellana bei landesweiten Volkszählungen zum jeweiligen Gebietsstand:
| Jahr                    | Einwohner | +/-    |
| ----------------------- | --------- | ------ |
| 2001                    | 86.493    | –      |
| 2010                    | 136.396   | 57,7 % |
| 2022                    | 182.166   | 33,6 % |
| Datenherkunft: Wikidata |           |        |

## Wirtschaft
Die wichtigsten natürlichen Ressourcen der Provinz sind Erdöl und Tropenhölzer. Bis in der zweiten Hälfte des 20. Jahrhunderts in den Gebieten der heutigen Provinz Erdöl entdeckt wurde, waren diese ein von staatlicher Gewalt kaum durchdrungenes Gebiet, in dem fast ausschließlich indigene Völker wie die Huaorani, die Shuar und die sogenannten Amazonien-Kichwa lebten. Auch heute noch ist die Infrastruktur schwach entwickelt, viele Orte sind nur per Fluss oder Flugzeug zu erreichen. Die seit 1967 entstandene Ölkatastrophe im nördlichen Amazonastiefland Ecuadors, an der insbesondere die Firma Texaco beteiligt war, betraf auch Teile der Provinz Orellana; vor allen Dingen nördlich von El Coca.

## Kantone

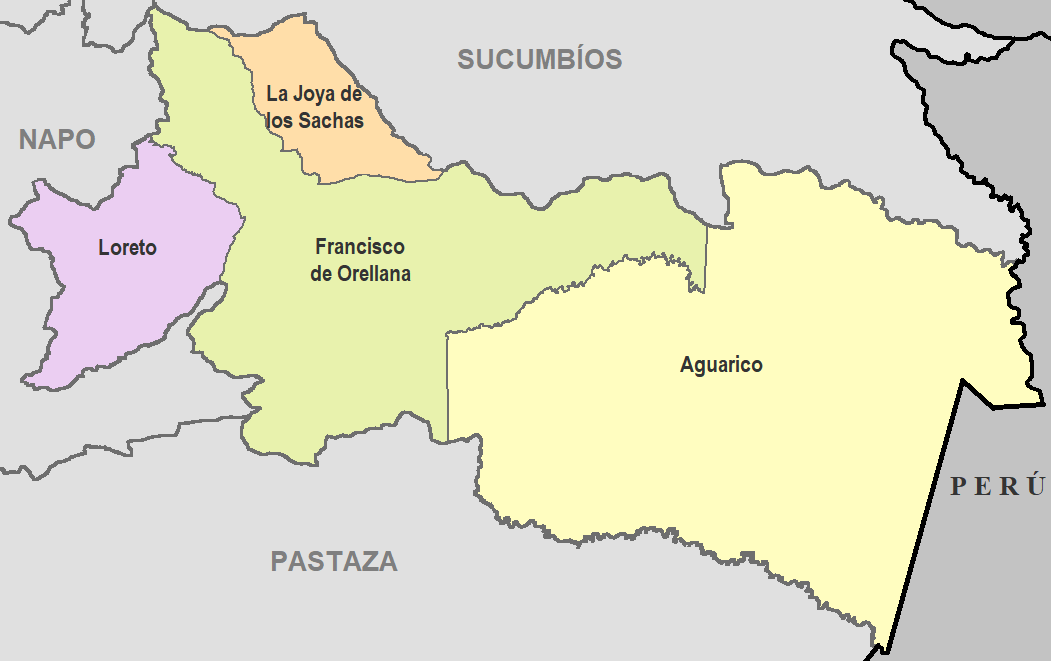
Kantone von Orellana

Die Provinz ist in vier Kantone gegliedert. Diese sind (in chronologischer Reihenfolge ihrer Einrichtung):
| Name                  | Hauptort                     | Einwohner 2022 | Einwohner 2010 | Fläche [km²] | Bev.-Dichte [Ew./km²] | Gründung |
| --------------------- | ---------------------------- | -------------- | -------------- | ------------ | --------------------- | -------- |
| Aguarico              | Tiputini                     | 6.872          | 4.847          | 11.294       | 1                     | 1925     |
| Francisco de Orellana | Puerto Francisco de Orellana | 95.130         | 72.795         | 7.083        | 13                    | 1969     |
| La Joya de los Sachas | La Joya de los Sachas        | 52.444         | 37.591         | 1.202        | 44                    | 1988     |
| Loreto                | Loreto                       | 27.720         | 21.163         | 2.151        | 13                    | 1992     |